# لافاييت يونغ
لافاييت يونغ (بالإنجليزية: Lafayette Young)‏ هو سياسي أمريكي، ولد في 10 مايو 1848 في الولايات المتحدة، وتوفي في 15 نوفمبر 1926 في الولايات المتحدة. حزبياً، نشط في الحزب الجمهوري. وقد انتخب عضو مجلس ولاية آيوا وانتخب عضو مجلس الشيوخ الأمريكي.